# Grigore (uzurpator)
Grigore a fost un exarch al Cartaginei și uzurpator bizantin între 646 și 647. El era fiul vărului lui Heraclius. În 646 s-a revoltat împotriva împăratului Constans II, declarându-se împărat. Însă, un an mai târziu, a murit într-o luptă cu arabii.